# Brother (album de Morten Harket)
Pour les articles homonymes, voir Brother.
 (juin 2017).
Si vous disposez d'ouvrages ou d'articles de référence ou si vous connaissez des sites web de qualité traitant du thème abordé ici, merci de compléter l'article en donnant les références utiles à sa vérifiabilité et en les liant à la section « Notes et références ».
Albums de Morten Harket
Out of My Hands
(2012)
Singles
1. There Is a Place
Sortie : 29 novembre 2013
2. Brother
Sortie : 18 janvier 2014
3. Do You Remember Me?
Sortie : 12 mai 2014

Brother est le sixième album solo, et le quatrième en langue anglaise, du chanteur pop norvégien Morten Harket, leader du groupe synthpop a-ha, sorti le 11 avril 2014.

## Présentation
There Is a Place est publié en tant que premier single, le 29 novembre 2013.
Le 18 janvier 2014, Brother paraît à son tour, comme deuxième single. Cette chanson est inspirée par Radical, les mémoires de l'activiste islamiste Libéral-démocrate britannique Maajid Nawaz.
Brother est présenté comme l'« Album de la semaine » dans le Ken Bruce Show sur BBC Radio 2, du 21 au 25 avril 2014.
La vidéo musicale de la chanson Brother est dirigée par le réalisateur hollywoodien et ami de longue date de Morten Harket, Harald Zwart.

## Liste des titres
Toutes les paroles sont écrites par Morten Harket, Ole Sverre Olsen, toute la musique est composée par Morten Harket, Peter Kvint.
| 1.    | Brother                | 4:29 |
| 2.    | Do You Remember Me?    | 4:02 |
| 3.    | Safe With Me           | 3:25 |
| 4.    | Whispering Heart       | 3:55 |
| 5.    | Heaven Cast            | 4:05 |
| 6.    | There Is a Place       | 3:13 |
| 7.    | Oh What a Night        | 3:39 |
| 8.    | End of the Line        | 3:34 |
| 9.    | Can't Answer This      | 3:34 |
| 10.   | First Man to the Grave | 3:39 |
| 37:35 |                        |      |

## Crédits

### Membres du groupe
- Morten Harket, Peter Kvint : instruments, chœurs
- Per Lindvall : batterie
- Jesper Nordenström : piano, orgue
- Björn Risberg : violoncelle

### Équipes technique et production
- Production : Morten Harket, Peter Kvint
- Arrangements et direction des cordes : Joakim Milder
- Direction artistique, design : Jeri Heiden, Nick Steinhardt
- Mastering : Aya Merill, Tom Coyne
- Mixage, enregistrement : Peter Kvint
- Enregistrement (cordes, batterie et orgue) : Janne Hansson
- Management : Harald Wiik
- Photographie : Just Loomis